# Pumpkin Ridge Golf Club

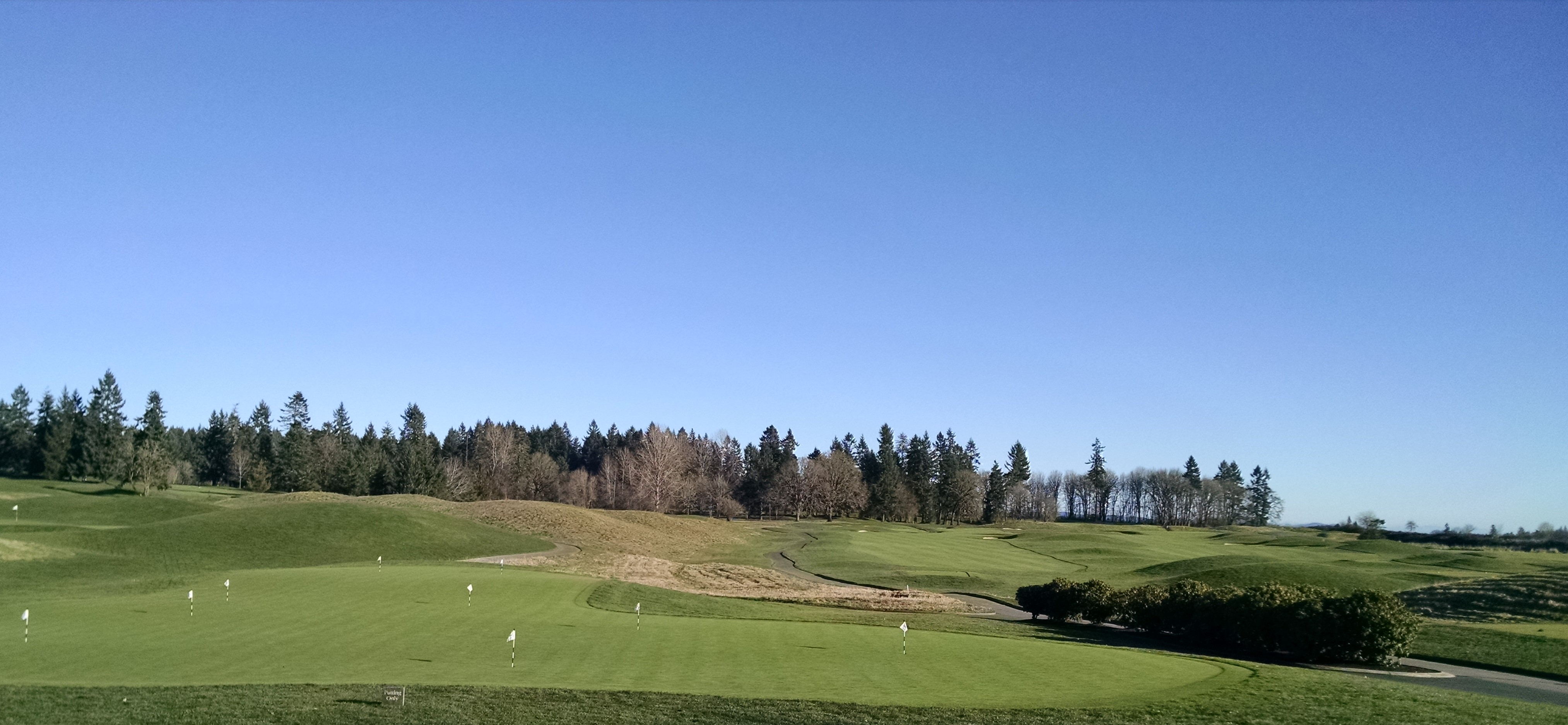
En del av den allmänna golfbanan Ghost Creek i januari 2016.

Pumpkin Ridge Golf Club är en golfklubb som ligger i North Plains, Oregon i USA. Golfklubben grundades 1992. Den har två golfbanor, den ena är endast för medlemmar och heter Witch Hollow medan den andra är öppen för allmänheten och heter Ghost Creek.
De båda golfbanorna designades av Bob Cupp och John Fought. Båda har 18 hål. Witch Hollow är 6 416 meter och 72 i par medan Ghost Creek är 6 253 meter och par är 71.
Pumpkin Ridge har stått som värd för US Women's Open i golf och tävlingar på Ladies Professional Golf Association (LPGA). Den stod också som värd för den andra deltävlingen för Liv Golf Invitational Series 2022, som är första säsongen av Liv Golf.